# Рада Баренцевого/Євроарктичного регіону
Рада Баренцевого/Євроарктичного регіону (РБЄР) (рос. Совет Баренцева/Евроарктического региона (СБЕР)) — форум регіональної співпраці, був заснований 11 січня 1993 на зустрічі міністрів закордонних справ Росії та країн Північної Європи в місті Кіркенесі (Норвегія).
До нього увійшли на правах постійних членів Данія, Ісландія, Норвегія, Російська Федерація, Фінляндія і Швеція, а також Комісія Європейських Спілок. Дев'ять держав — Велика Британія, Німеччина, Італія, Канада, Нідерланди, Польща, Франція, США, Японія — мають статус спостерігачів.

## Історія
Ініціаторами установи організації співпраці в Арктичному регіоні виступили Норвегія і Росія.  8 березня 1992 року в Осло міністри закордонних справ Росії й Норвегії підписали спільний протокол про робочу програму контактів і співпраці.  У ньому підкреслювалося бажання розвивати економічне співробітництво між північними регіонами обох країн.
24 квітня 1992 в Тромсе міністр закордонних справ Норвегії Торвальд Столтенберг вперше ввів в політичний лексикон поняття «Баренцев регіон».  Завдяки зусиллям спеціально створеної робочої групи та за підтримки регіональної та федеральної влади, в першу чергу МЗС Росії, Норвегії, Швеції й Фінляндії 11 січня 1993 в Кіркенесі в Норвегії була підписана Декларація про співпрацю в Баренцевому / Євроарктичному регіоні.

## Кіркенеська декларація
Документом, де була сформульована концепція «баренцевої співпраці», є Кіркенеська декларація 1993 року. Проголошеною метою Ради Баренцового/Євроарктичного регіону (РБЄР) є сприяння стійкому розвитку регіону, двосторонній і багатосторонній співпраці в області економіки, торгівлі, науки та техніки, що оточує середовища, інфраструктури, утворення і культурних обмінів, туризму, а також реалізації проектів, спрямованих на поліпшення положення корінного населення Півночі.
РБЄР збирається щорічно на рівні міністрів закордонних справ. Рішення з питань діяльності організації Рада приймає на основі консенсусу. Головування в РБЄР здійснюється на добровільній ротаційній основі.
Під егідою РБЄР діє Регіональна рада, в яку входять керівники адміністративних одиниць, що утворюють Баренцовий регіон: з Росії — Мурманська і Архангельської області, Ненецький автономний округ, Республіка Карелія, а з січня 2002 р. — також Республіка Комі, Норвегії — Нурланн, Фіннмарк і Тромс, Швеції — лен Норрботтен і Вестерботтен і Фінляндії — губернія Лаппі (з 2010 року — провінція Лаппі) і союзи комун Кайнуу і Північної Остроботнії, а також представники корінного населення регіону. Головує в Раді на дворічній ротаційній основі один з регіонів. Регіональна рада розробляє так звану «Баренцову програму співпраці». У Програму входять проекти по наступних основних напрямах: розвиток промисловості і інфраструктури, підвищення кваліфікації кадрів і освіта, охорона довкілля і охорона здоров'я, добробут і культура, корінні народи.
Робочим органом РБЄР є Комітет старших посадовців, що складається з представників зовнішньополітичних відомств країн-членів і спостерігачів РБЄР. Комітет старших посадовців готує сесії міністрів, здійснює поточну діяльність РБЄР, курирує робочі групи Ради. У РБЄР діють робочі групи по економічному співробітництву функціонують цільові групи по подоланню торгових бар'єрів і по лісовому господарству.
У рамках співпраці РБЄР з Баренцовою регіональною радою діють також об'єднані робочі групи по культурі, охороні здоров'я і пов'язаним з ним соціальним питанням, енергетиці, освіті і науковим дослідженням, туризму.

## Підсумки
Нині на півночі Європи активно діють чотири регіональні організації: Арктична рада (АР), Рада Баренцового / Євроарктичного регіону (РБЄР), Рада держав Балтійського моря (РДБМ), Рада міністрів північних країн, а також Європейський союз зі своєю програмою «Північний вимір». За оцінками європейських експертів, однією з найбільш ефективних є РБЄР. Значно стриманіше діяльність РБЄР оцінюється з російського боку. Зокрема, вказується на майже повну відсутність економічній складовій в прикордонній співпраці за ті, що пройшли 20 років з часу підписання Кіркенеської декларації: більшість проектів під егідою РБЄР були спрямовані на проведення досліджень в області історії, етнології і прав людини. Окремі аналітики висувають припущення про політичну підоснову подібних проектів, нібито спрямованих на геополітичне послаблення позицій Росії в Арктичному регіоні в довготривалій перспективі.